# Pâncești (gmina w okręgu Bacău)
Pâncești – gmina w Rumunii, w okręgu Bacău. Obejmuje miejscowości Chilia Benei, Dieneț, Fulgeriș, Fundu Văii, Motoc, Pâncești, Petrești i Soci. W 2011 roku liczyła 3919 mieszkańców.